# Lê Thị Phương
Lê Thị Phương (ur. 12 listopada 1983) – wietnamska lekkoatletka specjalizująca się w skoku o tyczce.

## Osiągnięcia
- srebrny medal halowych igrzysk azjatyckich (Hanoi 2009)
- srebrny medal igrzysk Azji Południowo-Wschodniej (Naypyidaw 2013)
- wielokrotna mistrzyni i rekordzistka kraju

## Rekordy życiowe
- skok o tyczce – 4,20 (2011) rekord Wietnamu
- skok o tyczce (hala) – 4,00 (2009) rekord Wietnamu